# Micheline Calmy-Rey
Micheline Calmy-Rey (Sion, Valais, 8 de julio de 1945) es una política suiza, originaria de la comuna de Chermignon. Es miembro del Partido Socialista Suizo y ha formado parte del Consejo Federal de Suiza.

## Estudios y carrera política
Estudió en la Escuela de Comercio de San Mauricio, obtuvo su maturidad comercial en Sion, más adelante su licenciatura en Ciencias Políticas en el Instituto Universitario de Altos Estudios Internacionales de la Universidad de Ginebra. Estuvo a la cabeza de una empresa difusora de libros hasta 1997.
Miembro del Partido Socialista Suizo, presidió la sección ginebrina en dos periodos, el primero de 1986 a 1990 y el segundo 1993 a 1997. En 1981 fue elegida diputada al Gran Consejo Ginebrino, el cual presidió de 1992 a 1993. En 1997 fue elegida al Consejo de Estado (ejecutivo cantonal). Presidió el Consejo de Estado en 2001-2002.

## Carrera federal
El 4 de diciembre de 2002, después de haber sido designada candidata de su partido junto con la friburguesa Ruth Lüthi, fue escogida en la sexta votación con 131 votos contra 68 de la señora Lüthi. Una vez en el Consejo Federal, dirigió el Departamento Federal de Finanzas (DFF) hasta 2003, año en el que pasa a ocuparse del Departamento Federal de Asuntos Exteriores (DFAE). Entre la no reelección de Ruth Metzler-Arnold en 2003 y la elección de Doris Leuthard en 2006, fue la única mujer en el Consejo Federal.
El mayor logro que ha obtenido en la cartera de Asuntos Extranjeros, es el acuerdo de los bilaterales II con la Unión Europea. 
En 2006 se convierte en vicepresidenta de la Confederación, siendo el presidente su colega de partido, Moritz Leuenberger. En nombre de la paridad de hombres y mujeres, Calmy-Rey lleva una política activa en la promoción de mujeres en puestos que requieran muchas responsabilidades. Un esfuerzo particular es llevado sobre el empeño de las mujeres en carreras como la diplomacia. Así, desde que Calmy-Rey asumió el control del departamento, se escoge un número equivalente de hombres y de mujeres en los cargos diplomáticos. 
Se le ha reprochado una supuesta "discriminación sexual", ya que seis candidatos preseleccionados por la comisión fueron descartados por la Consejera, bajo el pretexto de que la igualdad de hombres y mujeres no era respetada. Aun así, los candidatos descalificados fueron autorizados a volver a presentar su postulación en el curso siguiente, aunque normalmente una persona solo tenga derecho a presentarse una sola vez a este tipo de cargos. 
Fue vicepresidenta de la Confederación Helvética en 2006 y presidenta para el período de 2007.
En marzo de 2008, Calmy-Rey provocó una gran polémica en el extranjero, sobre todo con el Congreso Judío Mundial (CJM). Apareció cubierta con un velo islámico al lado de Mahmud Ahmadineyad, el presidente de Irán, tras la firma de un contrato de entrega de gas entre Irán y Suiza. Ronald Lauder, el presidente del CJM, le accusó a Calmy-Rey de "haber roto con la neutralidad de Suiza".
El 28 de marzo de 2008, inauguró personalmente la embajada suiza en Priština. Suiza fue tras el Reino Unido el segundo país en establecer una embajada en Kosovo. Además, la ministra fue tras el sueco Carl Bildt la segunda miembro de un gobierno extranjero en visitar el país tras la independencia. 

### Presidencias
El 13 de diciembre de 2006 fue elegida presidenta de la Confederación para el período de 2007 por 147 votos sobre 215 (192 votos válidos), convirtiéndose en la segunda mujer en ocupar la presidencia suiza después de Ruth Dreifuss, igualmente de Ginebra y socialista. 
Durante su mandato estuvo de visita oficial en Benín, Ghana, Senegal, Chad, República Democrática del Congo, Burundi y Ruanda en África, así como la India en Asia, aparte de haber realizado visitas a París en donde mantuvo una entrevista con el presidente francés Nicolas Sarkozy, y a Moscú en donde se entrevistó con Vladímir Putin, además de haber recibido a los presidentes de Rumanía (Traian Basescu), Chile (Michelle Bachelet) y Brasil (Luis Inácio Lula da Silva). También representó a Suiza en la Conferencia de la ONU en Nueva York.
En 2010 fue elegida vicepresidenta del Consejo Federal e igualmente como presidenta del Consejo para 2011.
El 14 de diciembre de 2011 fue elegido Alain Berset al Consejo Federal de Suiza como sucesor de Micheline Calmy-Rey.